# Grammomys
Grammomys is een geslacht van knaagdieren uit de muizen en ratten van de Oude Wereld dat voorkomt in Afrika ten zuiden van de Sahara. Ze leven vooral in nattere gebieden.
Deze muizen leven in bomen. Ze hebben een korte, niet erg zachte vacht. De rug is bruingrijs, de onderkant wit. Ze hebben een lange, fijnbehaarde staart en grote, ovale oren. De achtervoeten zijn vrij smal en de vijfde teen is kort. De kop-romplengte bedraagt 80 tot 140 mm, de staartlengte 120 tot 220 mm en het gewicht 28 tot 65 gram. Ze eten fruit, zaden, wortels, ander plantaardig voedsel en soms insecten.

## Soorten
Er zijn zeven soorten:
- Grammomys cometes (O. Thomas & Wroughton, 1908)
- Grammomys dolichurus (Smuts, 1832)
- Grammomys dryas (O. Thomas, 1907)
- Grammomys ibeanus (Osgood, 1910)
- Grammomys macmillani (Wroughton, 1907)
- Grammomys polionops (Osgood, 1910)
- Grammomys surdaster (O. Thomas & Wroughton, 1908)

De status van enkele andere soorten uit Grammomys is nog onduidelijk. De soort rutilans werd in vroegere classificaties afwisselend in Thamnomys en Grammomys geplaatst. Recente taxonomische onderzoeken geven echter aan dat de naam rutilans niet meer gebruikt kan worden, omdat de naam rutilans al eerder was gebruikt voor de Zuid-Amerikaanse soort Oxymycterus rutilans. De oude soort rutilans bestaat daarnaast uit drie verschillende soorten, waarvan er één (uit Mount Oku in Kameroen) nog niet beschreven is. Deze drie soorten vormen een apart, nog onbeschreven geslacht, dat de volgende beschreven soorten omvat:
- Grammomys kuru (Zuid-Centraal-Afrikaanse Republiek, Democratische Republiek Congo en West-Oeganda)
- Grammomys poensis (Guinee tot Noord-Angola)

Abditomys · 
Abeomelomys · 
Aethomys · 
Anisomys · 
Anonymomys · 
Apodemus · 
Apomys · 
Archboldomys · 
Arvicanthis · 
Baiyankamys · 
Baletemys · 
Bandicota · 
Batomys · 
Berylmys · 
Brassomys · 
Bullimus · 
Bunomys · 
Canariomys · 
Carpomys · 
Chingawaemys · 
Chiromyscus · 
Chiropodomys · 
Chiruromys · 
Chrotomys · 
Coccymys · 
Colomys · 
Congomys · 
Conilurus · 
Coryphomys · 
Crateromys · 
Cremnomys · 
Crossomys · 
Crunomys · 
Dacnomys · 
Dasymys · 
Dephomys · 
Desmomys · 
Diomys · 
Diplothrix · 
Echiothrix · 
Eropeplus · 
Frateromys · 
Golunda · 
Gracilimus · 
Grammomys · 
Hadromys · 
Haeromys · 
Halmaheramys · 
Hapalomys · 
Heimyscus · 
Hybomys · 
Hydromys · 
Hylomyscus · 
Hyomys · 
Hyorhinomys · 
Kadarsanomys · 
Komodomys · 
Lamottemys · 
Leggadina · 
Lemniscomys · 
Lenomys · 
Lenothrix · 
Leopoldamys · 
Leporillus · 
Leptomys · 
Limnomys · 
Lorentzimys · 
Macruromys · 
Madromys ·
Malacomys · 
Mallomys · 
Malpaisomys · 
Mammelomys · 
Margaretamys · 
Mastacomys · 
Mastomys · 
Maxomys · 
Melasmothrix · 
Melomys · 
Mesembriomys ·
Micaelamys · 
Microhydromys · 
Micromys · 
Millardia · 
Mirzamys · 
Montemys · 
Mus · 
Musseromys · 
Mylomys · 
Myomyscus · 
Nesokia · 
Nilopegamys · 
Niviventer · 
Notomys · 
Ochromyscus · 
Oenomys ·
Otomys · 
Palawanomys · 
Papagomys · 
Parahydromys · 
Paraleptomys · 
Paramelomys · 
Parotomys · 
Paucidentomys · 
Paulamys · 
Pelomys · 
Phloeomys · 
Pithecheir · 
Pithecheirops · 
Pogonomelomys · 
Pogonomys · 
Praomys · 
Protochromys · 
Pseudohydromys · 
Pseudomys · 
Rattus · 
Rhabdomys · 
Rhynchomys · 
Saxatilomys ·
Serengetimys ·
Solomys · 
Sommeromys · 
Soricomys · 
Spelaeomys · 
Srilankamys · 
Stenocephalemys · 
Stochomys · 
Sundamys · 
Taeromys · 
Tarsomys · 
Tateomys · 
Thallomys · 
Thamnomys · 
Tokudaia · 
Tonkinomys ·
Tryphomys · 
Typomys · 
Uromys · 
Vandeleuria · 
Vernaya · 
Xenuromys · 
Xeromys · 
Zelotomys · 
Zyzomys